# Drusus (Cognomen)
Drusus war im Römischen Reich das Cognomen einer angesehenen Familie des plebejischen Geschlechts der Livier sowie einiger Angehörigen der julisch-claudischen Dynastie.
Die Herkunft des Namens ist unklar. Laut Sueton erlangte ein nicht näher benannter Livier den Namen im 3. Jahrhundert v. Chr. als Agnomen, nachdem er einen keltischen Anführer namens Drausus erschlug und übernahm diesen als Familienname. Stephanus Winandus Pighius vermutete, dass dies 283 v. Chr. während einer Kampagne gegen die Senonen geschah, welche danach in der Geschichtsschreibung beinahe völlig verschwanden. Dieser erste Livius Drusus war demnach möglicherweise ein Sohn des Marcus Livius Denter, Konsul des Jahres 302 v. Chr., dessen Nachkommen das Agnomen Drusus anstelle ihres bisherigen Familiennamens Denter übernahmen. Diese Erklärung wird von der Forschung jedoch als wenig glaubhaft angesehen und der Name eher als ein lateinischer erklärt.

## Bekannte Namensträger
- Claudius Drusus war ein Sohn des Claudius
- Drusus Caesar war der Sohn des Germanicus
- Gaius Livius Drusus (Konsul), römischer Politiker, Konsul 147 v. Chr.
- Gaius Livius Drusus (Jurist), römischer Jurist
- Julius Caesar Drusus, auch genannt Drusus Minor (der Jüngere), war der Sohn des Tiberius
- Marcus Livius Drusus Claudianus war der Vater der Livia
- Marcus Livius Drusus der Ältere († 108 v. Chr.), römischer Politiker
- Marcus Livius Drusus der Jüngere (um 124 v. Chr.–91 v. Chr.), römischer Politiker
- Marcus Livius Drusus Libo war Konsul im Jahr 15 v. Chr.
- Marcus Scribonius Libo Drusus war ein Enkel des Gnaeus Pompeius Magnus; er wurde verdächtigt, sich im Jahr 16 gegen Tiberius, Germanicus und Drusus den Jüngeren verschworen zu haben. Er tötete sich selbst
- Nero Claudius Caesar Drusus war der vollständige angenommene Name des Kaisers Nero
- Nero Claudius Drusus, auch genannt Drusus Maior (der Ältere), war der Bruder des Tiberius
- Tiberius Claudius Drusus Nero Germanicus war der ursprüngliche Name des Kaisers Claudius